# Agar Salmonella-Shigella
L'agar Salmonella-Shigella (SS) è un terreno di coltura altamente selettivo e differenziale, utilizzato in batteriologia, per l'isolamento selettivo di Shigelle e Salmonelle da campioni ambientali e patologici, anche abbondantemente contaminati. È in grado, infatti, d'inibire la crescita della maggior parte dei batteri coliformi nonché di molti altri batteri Gram positivi e Gram negativi a causa dell'elevata concentrazione di sali biliari e di citrato di sodio.
 
L'agar SS contiene lattosio come unica fonte di carboidrati e, come colorante, il rosso neutro. Quest'ultimo è un colorante che vira al rosso quando il pH della soluzione scende al di sotto di 6.8. Ciò fa sì che le colonie fermentanti il lattosio appaiano, nella piastra di coltura, colorate di rosso.
 
Come fonte di zolfo, è presente il tiosolfato di sodio. Ciò permette l'evidenziazione di batteri producenti acido solfidrico (H2S) in quanto tale composto reagisce con il citrato ferrico producendo un composto nerastro (solfuro ferroso).

L'agar SS risulta essere particolarmente valido nell'isolamento delle Salmonelle in quanto, com'è noto, esse crescono assai bene in presenza di sali biliari, ed in effetti si possono isolare dalla cistifellea di soggetti portatori. Esistono, al contrario, alcuni ceppi di Shigelle particolarmente esigenti che possono essere completamente inibiti o crescere male in tale terreno. Per tale motivo, è da prestare attenzione qualora si decida d'utilizzare tale terreno nella routine giornaliera.

Tipicamente le Salmonelle sono batteri non fermentanti il lattosio per cui, su tale terreno danno colonie incolori. È da prestare attenzione, comunque, al fatto che vi sono rari ceppi di Salmonella che possono essere lattosio fermentanti e, per tale motivo, possono generare colonie simili a quelle generate da Escherichia coli.

Le salmonelle, inoltre, sono produttrici di H2S per cui le colonie generantesi su agar SS presentano il centro di colore nerastro.

Le shigelle in grado di crescere su agar SS danno origine a colonie incolori ma che non producono H2S, pertanto prive d'un centro nerastro.

È anche possibile la crescita d'alcuni ceppi mobili di Proteus i quali, però, non sono in grado di sciamare.

## Composizione del terreno
| Peptone             | 5 g            |
| Estratto di carne   | 5 g            |
| Lattosio            | 10 g           |
| Sali biliari        | 8,5 g          |
| Citrato di sodio    | 8,5 g          |
| Tiosolfato di sodio | 8,5 g          |
| Citrato ferrico     | 1 g            |
| Agar agar           | 12,5 g         |
| Rosso neutro        | 0,025 g        |
| Verde brillante     | 0,033 g        |
| Acqua distillata    | q.b. a 1 litro |
| pH finale: 7,4      |                |